# Ceratose actínica
Ceratose actínica, também chamada de ceratose solar por ser uma doença de origem solar, é uma doença dermatológica (da pele) e que se carateriza por uma discreta área escamativa e irritativa presente nas áreas expostas ao Sol, particularmente face e braços. 
É uma condição extremamente comum em indivíduos de pele clara, e comumente é encontrado em vários pontos da pele. É considerado uma doença pré-cancerosa e deve ser tratada.
Apesar da ceratose actínica ser uma condição comum, ela ocorre quando as células da pele (ceratinócitos) têm um crescimento anormal que acaba formando manchas com aspecto escamoso que podem variar na coloração marrom, cinza ou rosada. 
A maioria das lesões, chamadas ceratoses, são benignas, porém cada lesão tem 10% de chances de progredir para um tumor maligno. Por este motivo, logo no aparecimento, as manchas devem ser acompanhadas de perto por um dermatologista.